# شهدطوطیک گونه‌زرد
شهدطوطیک گونه‌زرد (نام علمی: Saudareos meyeri) گونه‌ای از طوطی‌های خانواده طوطیان سبز و بومی سولاوسی در اندونزی است. به‌طور کلی رایج است.
در گذشته با شهدطوطیک سولا هم‌گونه در نظر گرفته می‌شد و در مجموع شهدطوطیک لیمویی نامیده می‌شد.